# Darfur Południowy
Darfur Południowy (arab. ‏جنوب دارفور‎) – prowincja w południowo-zachodniej części Sudanu.
W jej skład wchodzi 9 dystryktów:
1. Kas
2. Add al-Fursan
3. Nijala
4. Shearia
5. Ad-Duajn
6. Adajala
7. Buram
8. Tulus
9. Rahad al-Bardi